# Albin Wickman
Matts Albin Wickman, född 29 januari 1896 i USA, död 23 augusti 1971 i Terjärv, var en finländsk politiker.
Wickman var från 1921 predikant i Kyrkans Ungdom, en företrädare för den österbottniska väckelsefromheten. Han satt i riksdagen för Svenska folkpartiet 1933–1957 och 1962–1966. Han gav ut ett reportage från USA, Jag återsåg min barndoms land (1950) och en volym levnadsminnen, Frihet är det bästa ting (1967). År 1956 erhöll han socialråds titel.